# Елизаветин, Алексей Иванович
Алексе́й Ива́нович Елизаве́тин (6 марта 1915, дер. Комлево, Московская губерния, Российская империя — 8 декабря 2001, Москва) — советский партийный и государственный деятель, дипломат. Чрезвычайный и полномочный посол СССР, первый секретарь Ставропольского (Тольяттинского) горкома КПСС (с 1951 по 1954 год).

## Биография
Родился 6 марта 1915 года в деревне Комлево, Московской губернии, Российской империи.
Трудовую деятельность начал в 1929 году учеником слесаря, работал на авиационных заводах.
Член партии ВКП(б)/КПСС с 1939 года.
- В 1943—1944 годах — заместитель директора завода № 145 им. С. М. Кирова, г. Куйбышев.
- В 1945—1947 годах — секретарь Куйбышевского горкома ВКП(б), в 1950 году первый секретарь Ленинского районного комитета ВКП(б) в г. Куйбышев[2].
- В 1947—1950 годах — слушатель Высшей партийной школы при ЦК ВКП(б)[2].
- В 1951—1954 годах — первый секретарь Ставропольского—Тольяттинского горкома ВКП(б)/КПСС[2].
- В 1954—1956 годах — слушатель Высшей дипломатической школы МИД СССР[2].
- В 1956—1957 годах — генеральный консул СССР в Шэньяне (КНР)[2].
- В 1957—1960 годах — генеральный консул СССР в Шанхае (КНР).
- В 1961—1964 годах — советник посольства СССР в КНР.
- В 1964—1968 годах — заместитель заведующего 1-м Дальневосточным отделом МИД СССР.
- В 1968—1971 годах — советник-посланник посольства СССР в КНР, временный поверенный в делах СССР в КНР.
- С 28 мая 1971 по 1 января 1977 года — чрезвычайный и полномочный посол СССР в Бирме.
- С 4 июня 1973 по 27 декабря 1976 года — чрезвычайный и полномочный посол СССР в Республике Южный Вьетнам по совместительству.
- В 1977—1980 годах — председатель советской делегации в смешанной советско-монгольской комиссии по демаркации советско-монгольской границы.

После отставки с 1980 по 1985 год работал в управлении кадров Министерства промышленности строительных материалов СССР.
С 1990 по 1993 год член КП РСФСР, в которой находился до её роспуска.
Скончался 8 декабря 2001 года, похоронен на Троекуровском кладбище в Москве.

## Интересные факты
Стремление городских властей и горкома партии договориться с начальником «Куйбышевгидростроя» Иваном Комзиным о перспективном развитии города Ставрополя (Тольятти) часто наталкивалось на его нежелание заниматься строительством города, поскольку Комзин был сосредоточен только на промышленном строительстве.
На собрании партийно-хозяйственного актива строителей, Иван Комзин грубо спросил Елизаветина:
А тебя кто сюда приглашал ?Иван Комзин
Новый первый секретарь горкома ответил:
Меня сюда никто не приглашал, меня сюда прислала партия!Алексей Елизаветин
Позже Елизаветин в должности первого секретаря горкома, через партийного инструктора пригласил Ивана Комзина заехать в горком партии. Иван Васильевич проигнорировал и первое, и второе, и третье приглашение. Когда наконец Комзин приехал в горком, Елизаветин сказал ему внешне спокойно:
Если и дальше будете продолжать подобное отношение к городскому комитету партии, вы лишитесь золотых погон и партийного билета! Я прекрасно понимаю, что через полчаса и меня снимут с работы, но я это сделаю раньше!Алексей Елизаветин

## Семья
Дочь: Елизаветина Галина Алексеевна (род. 1940) — кандидат медицинских наук, доцент кафедры гастроэнтерологии ФГБУ «УНМЦ» УДП РФ, сын: Елизаветин Владимир Алексеевич (род. 1946) — окончил Московский электротехнический институт связи, работал инженером в ОКБ Вымпел, в 1981 году окончил Дипломатическую академию МИД СССР, работал дипломатом в Индии, Мьянме (Бирме), Лаосе, после журналистом-международником, корреспондентом Парламентской газеты в Сеуле (Южная Корея). Внуки: Елизаветин Дмитрий Юрьевич (род. 1965) — программист, Елизаветина Любовь Владимировна (род. 1975) — предприниматель, искусствовед.
В 2010 году сын Елизаветин Владимир Алексеевич передал в Тольяттинский краеведческий музей в память об отце: мундир чрезвычайного и полномочного посла СССР белого цвета (для стран с жарким климатом) с золотым шитьём, фуражку с эмблемой в виде двух пальмовых ветвей — символом мира, книги А. И. Елизаветина «Записки советского посла», награды: Монгольский Орден «Полярная звезда», врученный А. И. Елизаветину в 1980 году за демаркацию советско-монгольской границы, Медаль «Китайско-советская дружба», которой А. И. Елизаветин был награждён в 1957 году в Шэньяне, два диплома об окончании Высшей партийной и дипломатической школы, документы партийного учёта, фотографии А. И. Елизаветина. В. А. Елизаветин также направил в музей имени Алабина в Самаре фотографии, книги «Записки советского посла», чёрный мундир посла.

## Награды
Награждён орденами и медалями, автор мемуаров «Записки советского посла» (предисловие академика В. С. Мясникова).

| - Орден Трудового Красного Знамени — два - Орден Дружбы народов - Орден «Знак Почёта» | - Медаль «Китайско-советская дружба» - Орден «Полярная звезда» (Монголия) — два |

## Галерея

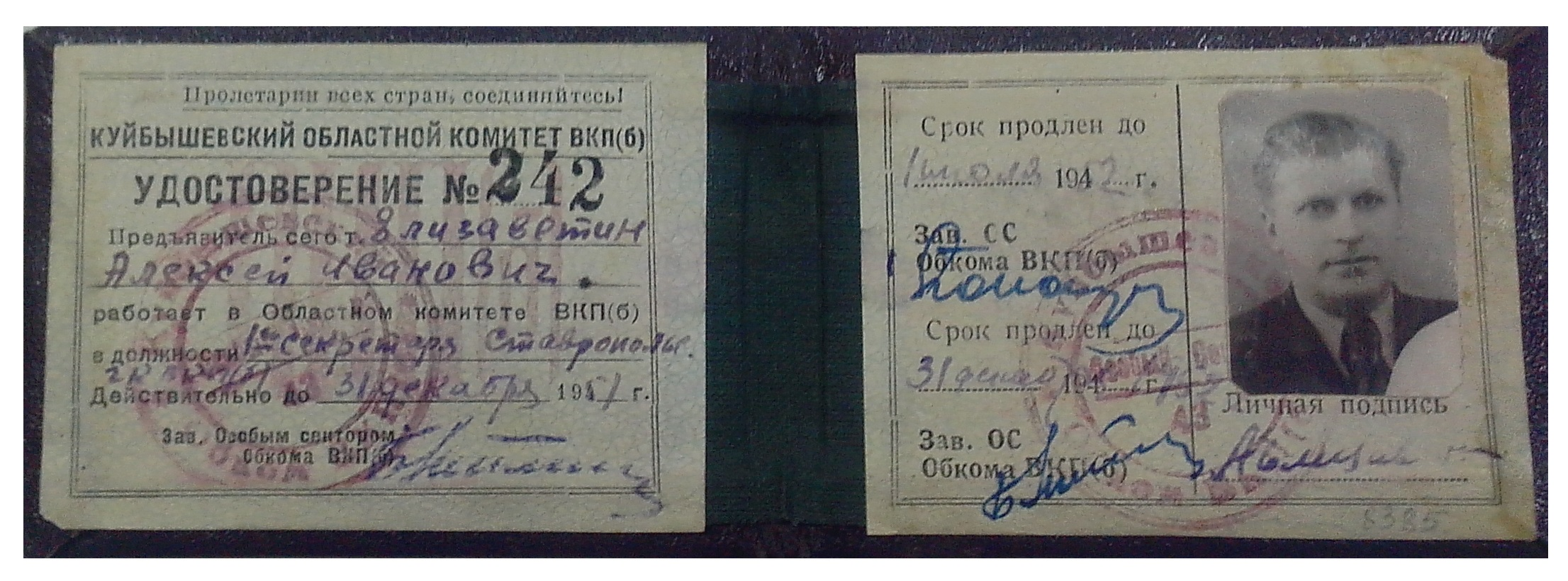
Удостоверение 1-го секретаря Ставропольского-Тольяттинского горкома ВКП(б)
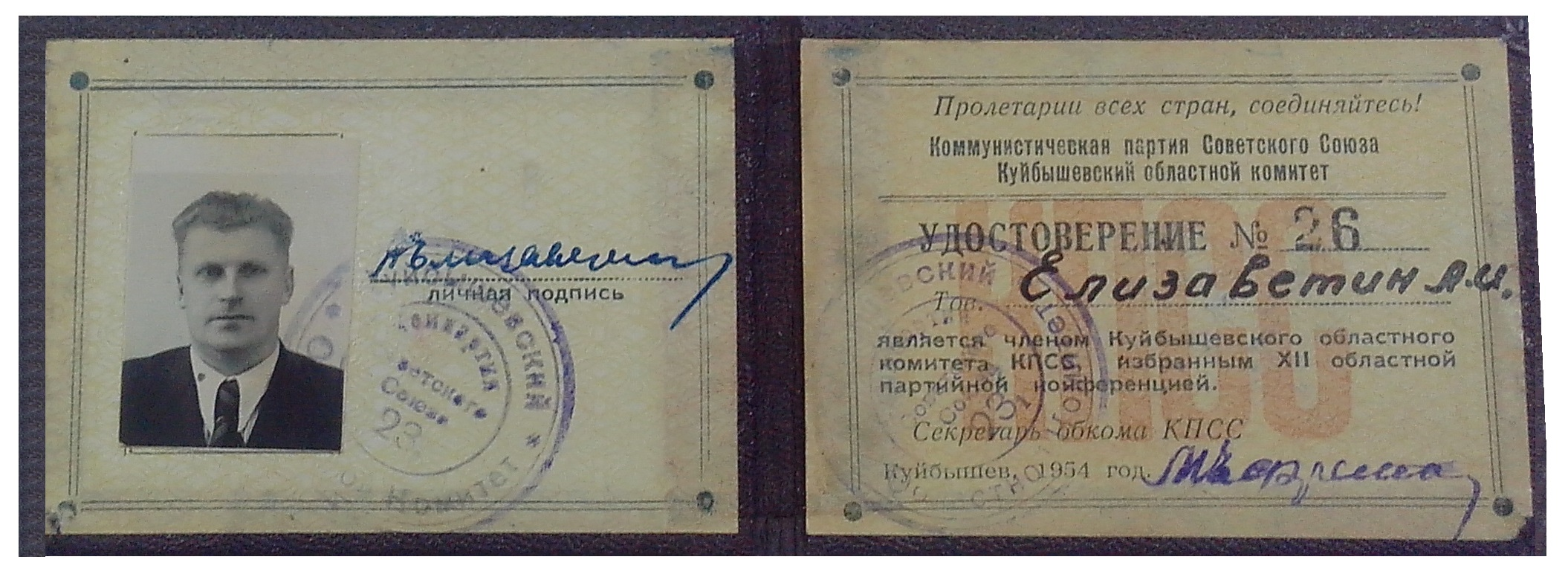
Удостоверение члена Куйбышевского обкома КПСС
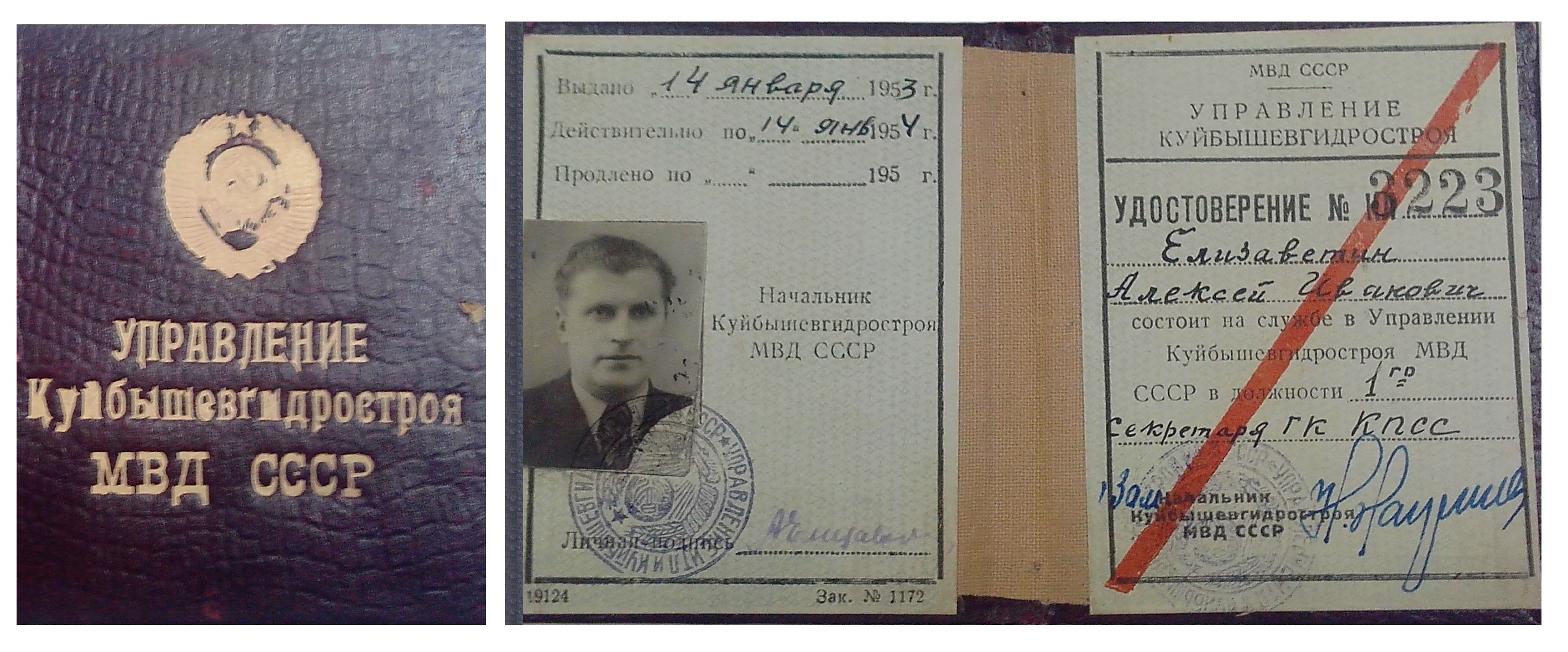
Удостоверение Куйбышевгидростроя МВД СССР

## Сочинения
- Записки советского посла. — М., 2010. — 246, [2] с. : ил., цв. ил., портр. ISBN 978-5-9902540-1-5